# Pasquale Revoltella

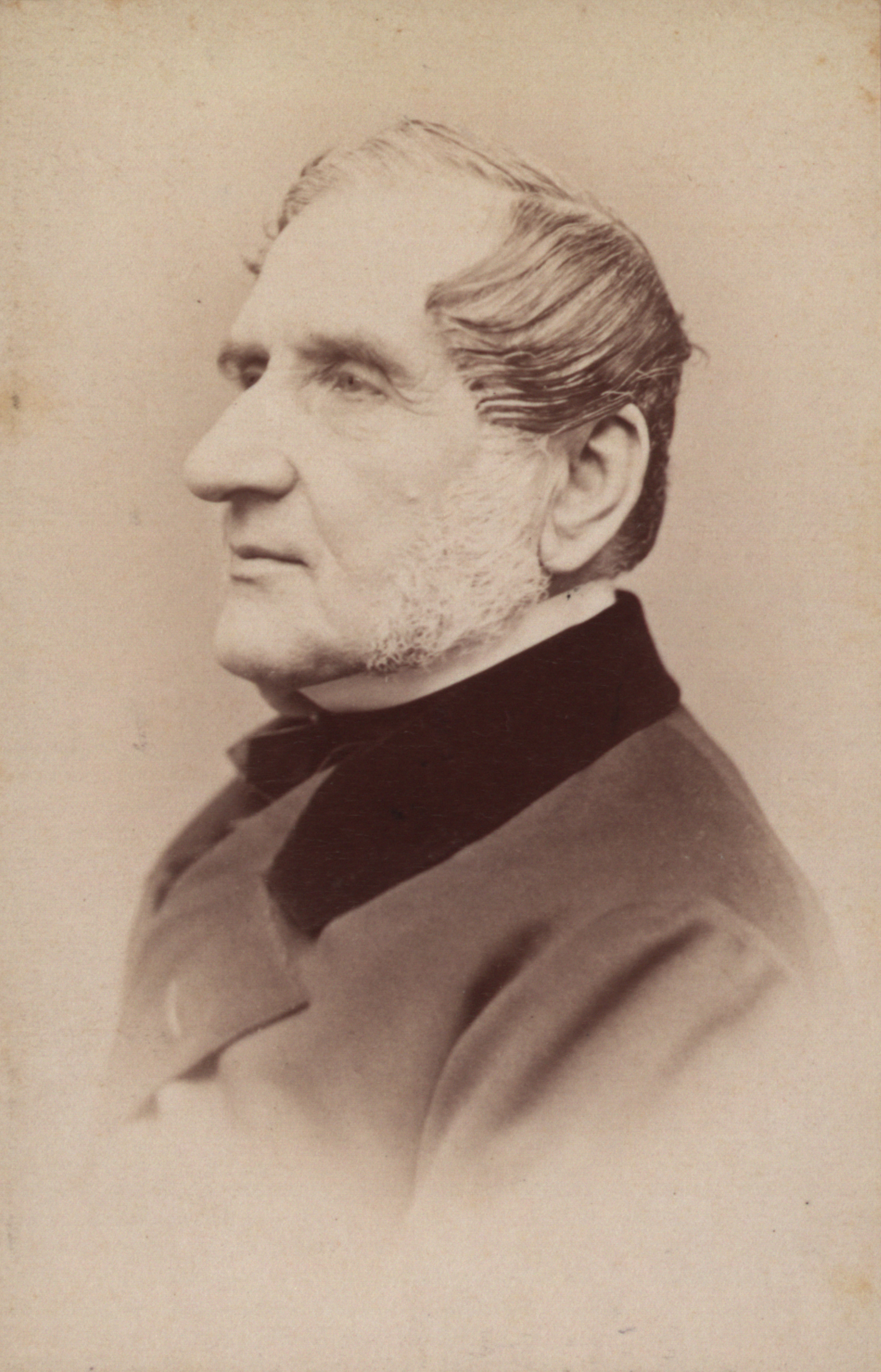
Pasquale Revoltella (nach 1865)

Baron Pasquale Revoltella (* 16. Juni 1795 in Venedig; † 8. September 1869 in Triest) war ein Bankier und Unternehmer in Triest.
Revoltella beteiligte sich maßgeblich an der Finanzierung des Sueskanals und förderte die wirtschaftliche und kulturelle Entwicklung der Stadt Triest im 19. Jahrhundert. Neben der Gründung bedeutender Unternehmen wie Assicurazioni Generali und Lloyd Austriaco hinterließ er der Stadt zahlreiche soziale und kulturelle Einrichtungen wie das Museum Revoltella (Galerie für Moderne Kunst) und die Handelsschule, mit der Revoltella den Grundstein für die Universität Triest legte.

## Leben

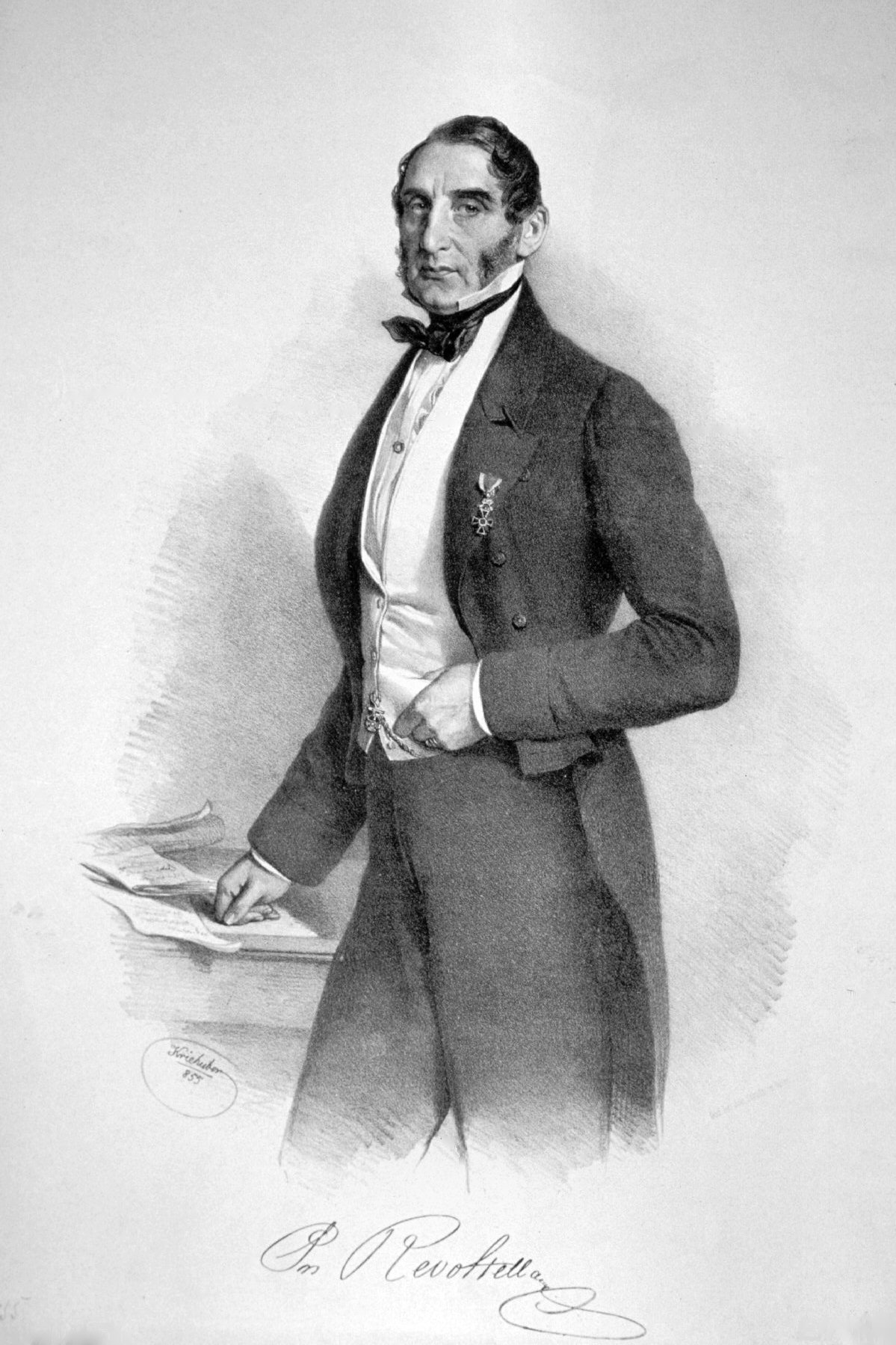
Pasquale Revoltella, Lithographie von Josef Kriehuber, 1855

Pasquale Revoltella wurde am 16. Juni 1795 als Sohn des einfachen Metzgers Giobatta Revoltella und seiner Ehefrau Domenica Privato in Venedig geboren. Nach dem Niedergang der Republik Venedig und der darauf folgenden wirtschaftlichen Krise der Stadt zog Revoltella mit seinen Eltern im Jahre 1797 nach Triest, das zur damaligen Zeit ein Teil der Habsburgermonarchie war. Hier arbeitete er ab 1817 als einfacher Lagerarbeiter in verschiedenen Handelsbetrieben u. a. bei Theodor Necker, einem Schweizer Kaufmann, der in Triest auch als Konsul fungierte. 1827 verlieh Necker schließlich seinem Schützling die Prokura. Als Vertreter einer der bedeutendsten Handelsunternehmen der Stadt, erhielt Revoltella somit Zugang zu den Kreisen des höheren Banken- und Finanzwesens. Revoltella pflegte in den folgenden Jahren immer mehr Kontakte zu bedeutsamen Persönlichkeiten aus Politik und Wirtschaft und entwickelte ein ausgedehntes und einflussreiches Beziehungsnetzwerk.
Erst 1835, im Alter von 38 Jahren, gründete Revoltella mit einem Startkapital von 30.000 Florentinern ein eigenes Handelsunternehmen, das ihm bereits nach kürzester Zeit zu großem Reichtum verhalf. In derselben Zeit nahm der politisch und wirtschaftlich äußerst geschickte und vorausschauende Revoltella eine obere Verwaltungsposition der Versicherungsgesellschaft Assicurazioni Generali ein, deren Aktionär er bereits seit Gründung des Unternehmens war. 1833 gründete Revoltella zusammen mit anderen Händlern Lloyd Austriaco (ab 1921 Lloyd Triestino), ein weiteres Versicherungsunternehmen mit Sitz in Triest. Mitbegründer und enger Vertrauter von Revoltella war Karl Ludwig von Bruck (1798–1860), der spätere Handels- und Finanzminister Kaiser Franz Josephs.
1850 trat Revoltella selbst aktiv in das politische Leben ein und wurde in den Stadtrat von Triest gewählt. In dieser Funktion unterstützte er zahlreiche Bauprojekte der Stadt wie z. B. den Ausbau des Hafens von Triest.

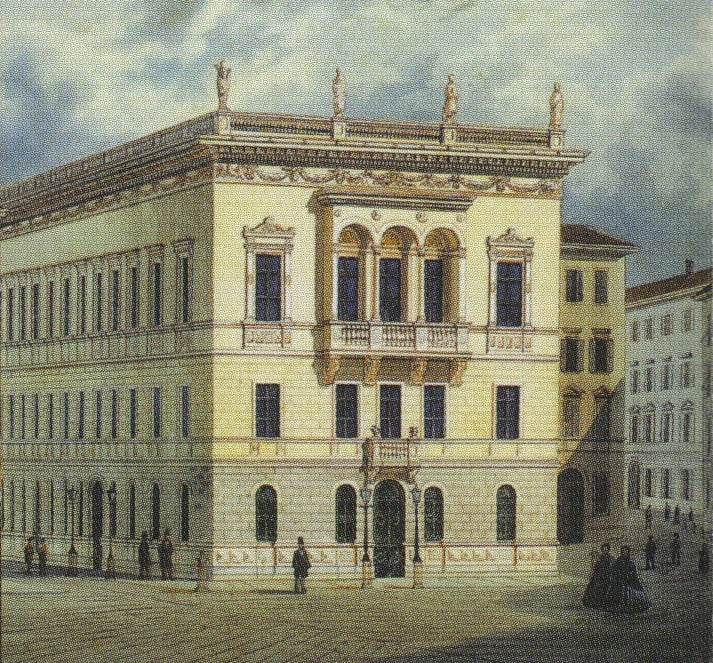
Palazzo Revoltella (1865)

In den Jahren 1853 und 1854 beauftragte Revoltella den Berliner Architekten Friedrich Hitzig (1811–1881) mit dem Bau einer Sommerresidenz, der Villa Revoltella, und einer Stadtresidenz, Palazzo Revoltella. Bei der Einweihung des Palastes am 23. Februar 1859 wurde Revoltellas sozialer Aufstieg und sein hohes gesellschaftliches Ansehen deutlich: Unter den Gästen des Metzgersohnes befanden sich einflussreiche Persönlichkeiten wie der österreichische Finanzminister Karl Ludwig von Bruck, Erzherzog Ferdinand Maximilian und der französische Graf Ferdinand de Lesseps (1805–1894).

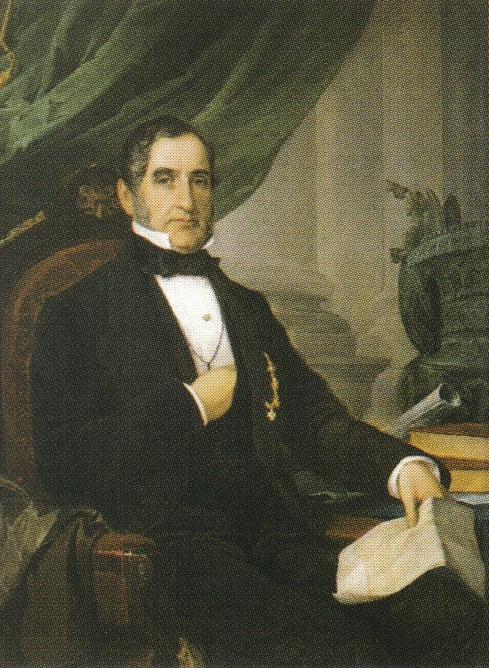
Pasquale Revoltella (1862)

Zusammen mit Lesseps hatte Revoltella bereits im Jahre 1855 die Initiative zum Bau des Sueskanals ins Leben gerufen. Revoltella sah in diesem Bauprojekt einen Vorteil für den gesamten österreichischen Seehandel, aber v. a. für die wirtschaftliche Entwicklung seiner Heimatstadt Triest. Denn die günstigste und kürzeste Seeverbindung vom mittleren und fernen Osten nach Europa führte über den Sueskanal durch das Mittelmeer, die Adria hinauf bis nach Triest und ließ die Stadt in das Zentrum des Handels mit dem Orient rücken.
Als die Wiener Ministerien allerdings kein Interesse zeigten, das Bauprojekt zu finanzieren, investierte Revoltella 1858 schließlich selbst in das Projekt, indem er sich an der von Lesseps’ gegründeten Suezkanal-Gesellschaft (Compagnie Universelle du Canal Maritime de Suez) mit ca. 25 Mio. Florentinern beteiligte. Lesseps nahm die Position des Präsidenten der Gesellschaft ein, Revoltella wurde aufgrund seines umfangreichen Aktienanteils Vize-Präsident. 1861 reiste Revoltella zusammen mit Lesseps nach Ägypten, um den Fortschritt des Kanalbaus zu überprüfen. Aufgrund seines großen Engagements beim Bau des Sueskanals wurde Revoltella am 10. Mai 1867 von Kaiser Franz Joseph I. zum Baron ernannt.
Am 9. September 1869 starb Revoltella nach einer schweren Krankheit in Triest, ohne die Eröffnung des Suezkanals, der am 3. November desselben Jahres den Schiffsverkehr aufnahm, mitzuerleben. Er wurde an der Seite seiner Mutter im Park seines Landhauses beigesetzt.
Im Laufe seines Lebens hatte Revoltella zahlreiche öffentliche Ämter eingenommen und war Teilhaber oder Eigentümer zahlreicher Triestiner Unternehmen wie der Versicherungsgesellschaften Assicurazioni Generali und des Lloyd Austriaco, dem Hotel de la Ville, einer Brauerei und einer Mehlfabrik. Den Großteil seines Besitzes vermachte Revoltella nach seinem Tod der Stadt Triest.

## Revoltellas Nachlass

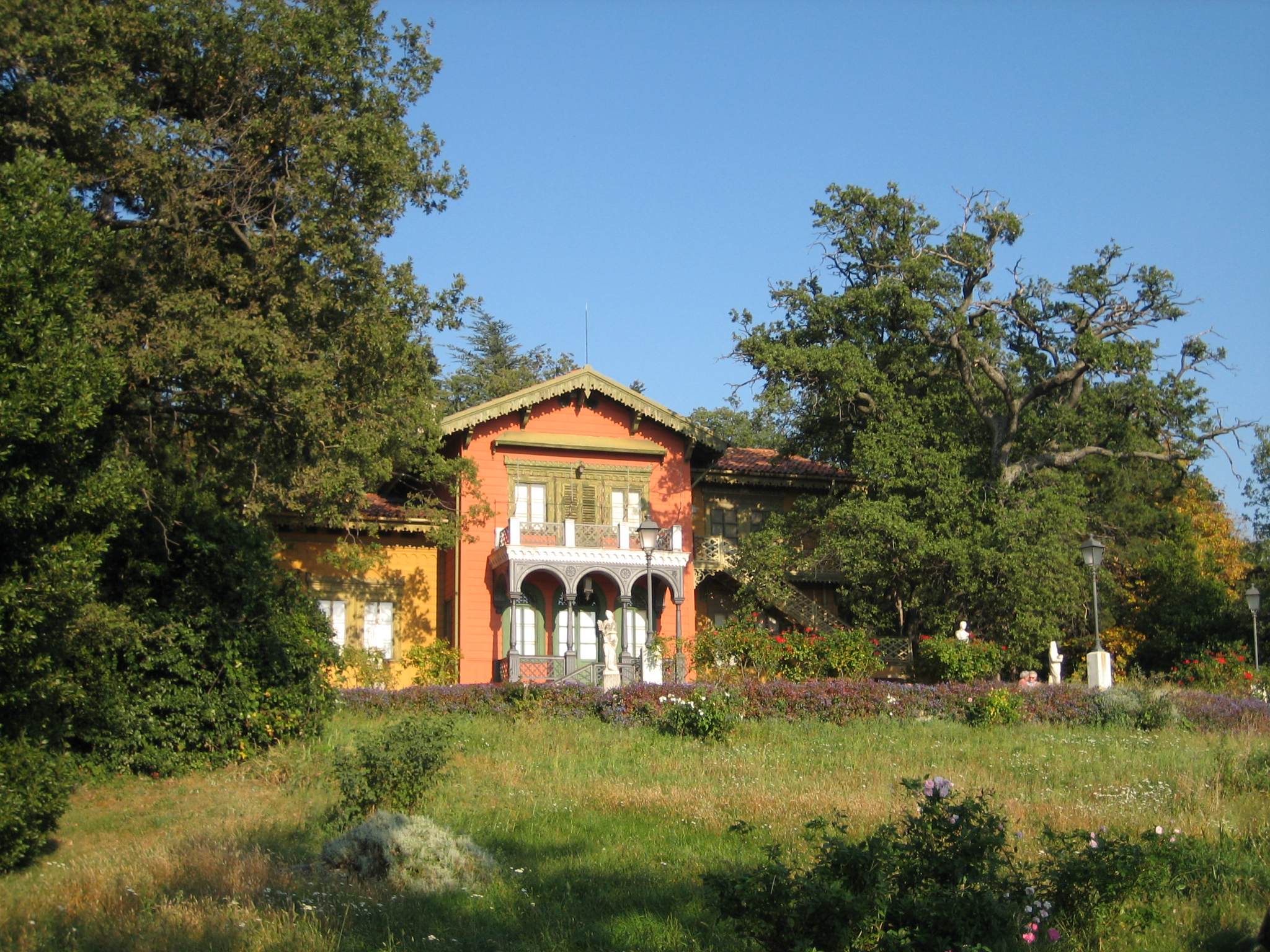
Villa Revoltella im Triestiner Stadtteil Chiadino

In seinem Testament vermachte Revoltella der Gemeinde Triest seine Stadtresidenz Palazzo Revoltella. Nach seinem letzten Willen wurde das Gebäude und die darin enthaltene Kunstsammlung der Triestiner Öffentlichkeit zugänglich gemacht. Da eine Klausel der Schenkung bestimmte, dass alle zeitgenössischen Kunstrichtungen durch entsprechende Ankäufe berücksichtigt werden müssen, umfasst das heutige Städtische Museum Revoltella und Galerie für Moderne Kunst (Civico Museo Revoltella e Galleria d’Arte Moderna) nicht nur eine Sammlung aus dem 19. Jahrhundert, sondern auch Werke späterer Kunstrichtungen. Die stetige Erweiterung der Kunstsammlung führte in den vergangenen Jahren zur Angliederung nebenan liegender Gebäude. Das Museum umfasst heute u. a. Werke von Pietro Magni (Il taglio dell'istmo di Suez, La ninfa di Aurisina), Anders Zorn und Franz von Stuck und beherbergt zahlreiche Ausstellungen und Veranstaltungen.
Revoltellas Landbesitz Villa Revoltella wurde ebenfalls der Öffentlichkeit zugänglich gemacht und dient heute als Stadtpark. Der Nachlass aus seinen zahlreichen Unternehmen wurde zur Gründung verschiedener anderer kultureller und sozialer Einrichtungen verwendet. 1877 wurde in Triest u. a. eine Handelsschule (italienisch Scuola Superiore di Commercio) gegründet, die später zur Universität Triest wurde.